# NGC 663
NGC 663 hay còn có tên gọi khác là Caldwell 10 là tên của một cụm sao mở trẻ tuổi nằm trong chòm sao Tiên Hậu. Số lượng các ngôi sao thành viên xấp xỉ của nó là 400 ngôi sao và nó rộng khoảng một phần tư độ của cung tròn tên bầu trời. Nó được báo cáo là có thể nhận thấy bằng mắt thường nhưng để nhìn thấy rõ nhất là cần phải sử dụng một kính viễn vọng. Ngôi sao thành viên sáng nhất của cụm này có thể được nhìn thấy bằng một ống nhòm. Tuy cấp sao biểu kiến của nó là 7,1, nhưng có một vài nhà quan sát lại cho rằng cấp sao biểu kiến của nó phải cao hơn.
Sau khi bị hiệu chỉnh làm cho nó đỏ lên do bụi trong môi trường liên sao, mô đun khoảng cách của nó là xấp xỉ 11,6. Tức là nó có khoảng cách với chúng ta là 2100 parsec với tuổi được ước tính là từ 20 đến 25 triệu năm. Điều này có nghĩa là những ngôi sao của nó mà có quang phổ từ B2 trở lên (nếu khối lượng cao hơn) thì đang phát triển để đến điểm cuối của dãy chính. Cụm sao này nằm ở phía trước của một đám mây phân tử, mặc dù giữa chúng không hề có sự tương tác vật lí với nhau. Đám mây này đã che đi những ngôi sao ở phía sau cụm sao này trong những bức ảnh chụp bình thường vì chúng nằm cách cụm sao NGC 663 300 parsec.
Cụm sao này được cho là tạo thành một phần của mối liên kết sao Cassiopeia OB8. Mối liên kết này nằm trong nhánh Anh Tiên của Ngân Hà cùng với những cụm sao mở khác là Messier 103, NGC 654, NGC 659 và một vài ngôi sao siêu khổng lồ mà phân bố giữa chúng. Tất cả những ngôi sao này đều có tuổi và khoảng cách tương đương nhau.

## Hình ảnh
- NGC663 LRGB Using PlaneWave CDK 12.5 from Talent, OR

## Dữ liệu hiện tại
Theo như quan sát, đây là cụm sao mở nằm trong chòm sao Thiên Hậu và dưới đây là một số dữ liệu khác:
Xích kinh 01h 46.0m
Độ nghiêng +61° 15′
Cấp sao biểu kiến 7.1
Kích thước biểu kiến 16.0′